# Леви Духман
Леви Духман — раввин американского происхождения, главный раввин-резидент Объединенных Арабских Эмиратов. С момента своего прибытия в ОАЭ в 2014 году он основал еврейские общины в Абу-Даби и Дубае, а также ряд еврейских учреждений и служб, в том числе многочисленные места молитвы, утвержденную правительством сертификацию кашрута, систему еврейского образования с раннего детства до взрослого возраста, деловой нетворкинг, услуги по переезду, а также богатую общественную жизнь евреев. Он также является главой еврейской общины Абу-Даби и Еврейского общинного центра ОАЭ в Дубае.

## Деятельность

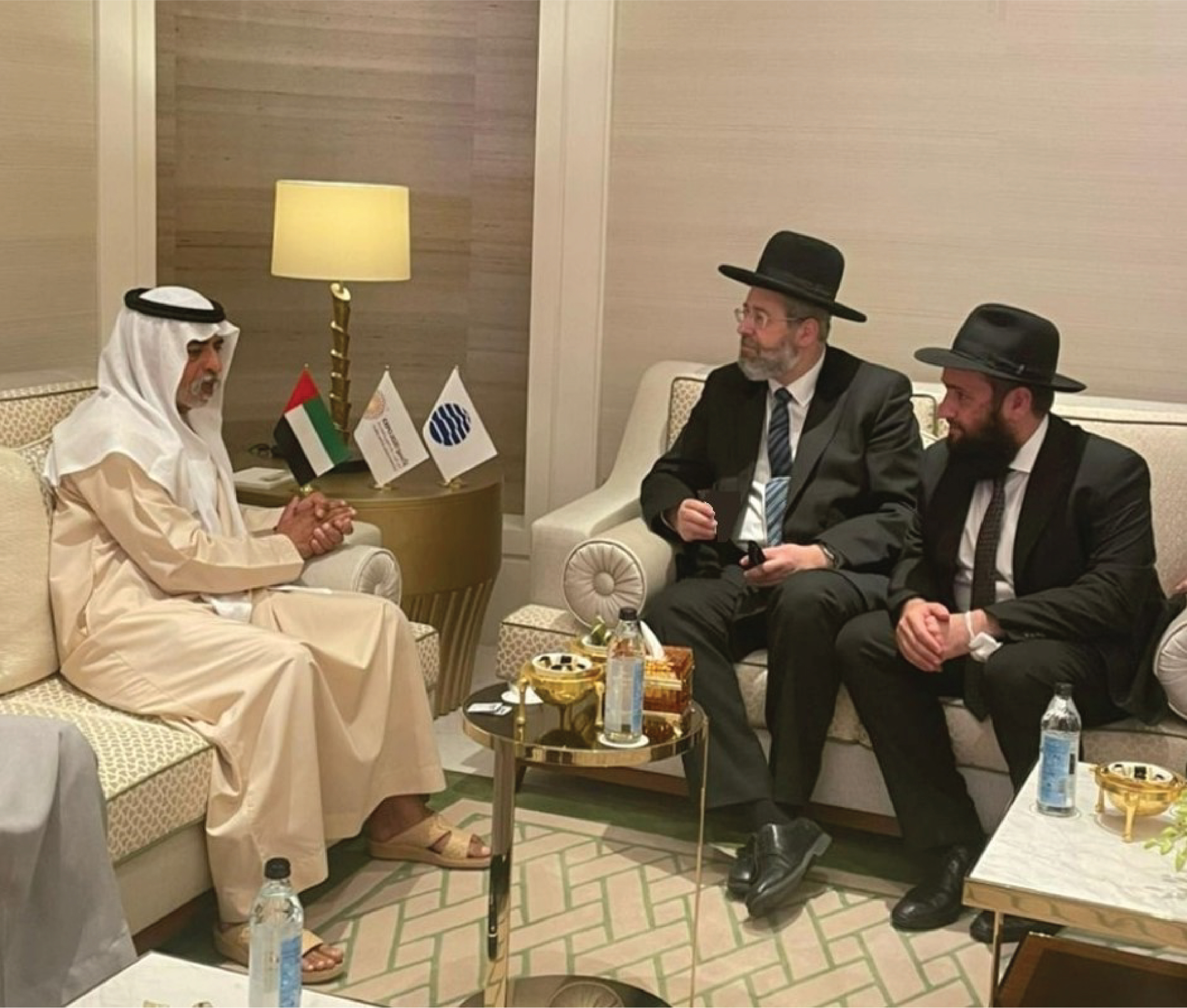
Его Превосходительство Шейх Нахайян ибн Мубарак Аль Нахайян с главным ашкеназским раввином Давидом Лау

Раввин Духман создает еврейские учреждения и службы для местной еврейской общины и еврейских посетителей в ОАЭ с 2014 года. В 2019 году, после подписания Авраамских соглашений ОАЭ с Израилем, руководство ОАЭ официально признало местную еврейскую общину. Как раввин-резидент ОАЭ, Духман получил первую раввинскую лицензию.
Раввин Духман руководит работой синагог еврейской общины в Дубае и Абу-Даби, Талмуд-Тора, первого еврейского образовательного городка в ОАЭ, предлагающего многоязычное еврейское образование, микву в Дубае, Еврейской общиной в Центр Бейт Хабад в Дубае и Абу-Даби и другие еврейские учреждения, обслуживающие общину и растущий поток еврейских туристов в Эмиратах.

### Кашрут в ОАЭ
Раввин Духман основал первое официальное агентство по сертификации кошерной пищи, пищевых продуктов, услуг и процессов в ОАЭ (Emirates Agency for Kosher Certification) для обеспечения соответствия ортодоксальным еврейским диетическим законам.
Armani/Kaf — первый в ОАЭ ресторан Glatt Kosher, открытый в небоскребе Бурдж-Халифа в Дубае под контролем EAKC. Раввин Леви Духман выдал кошерные сертификаты скотобойням, обеспечивает кошерными продуктами рестораны, отели и пищевые фабрики. 

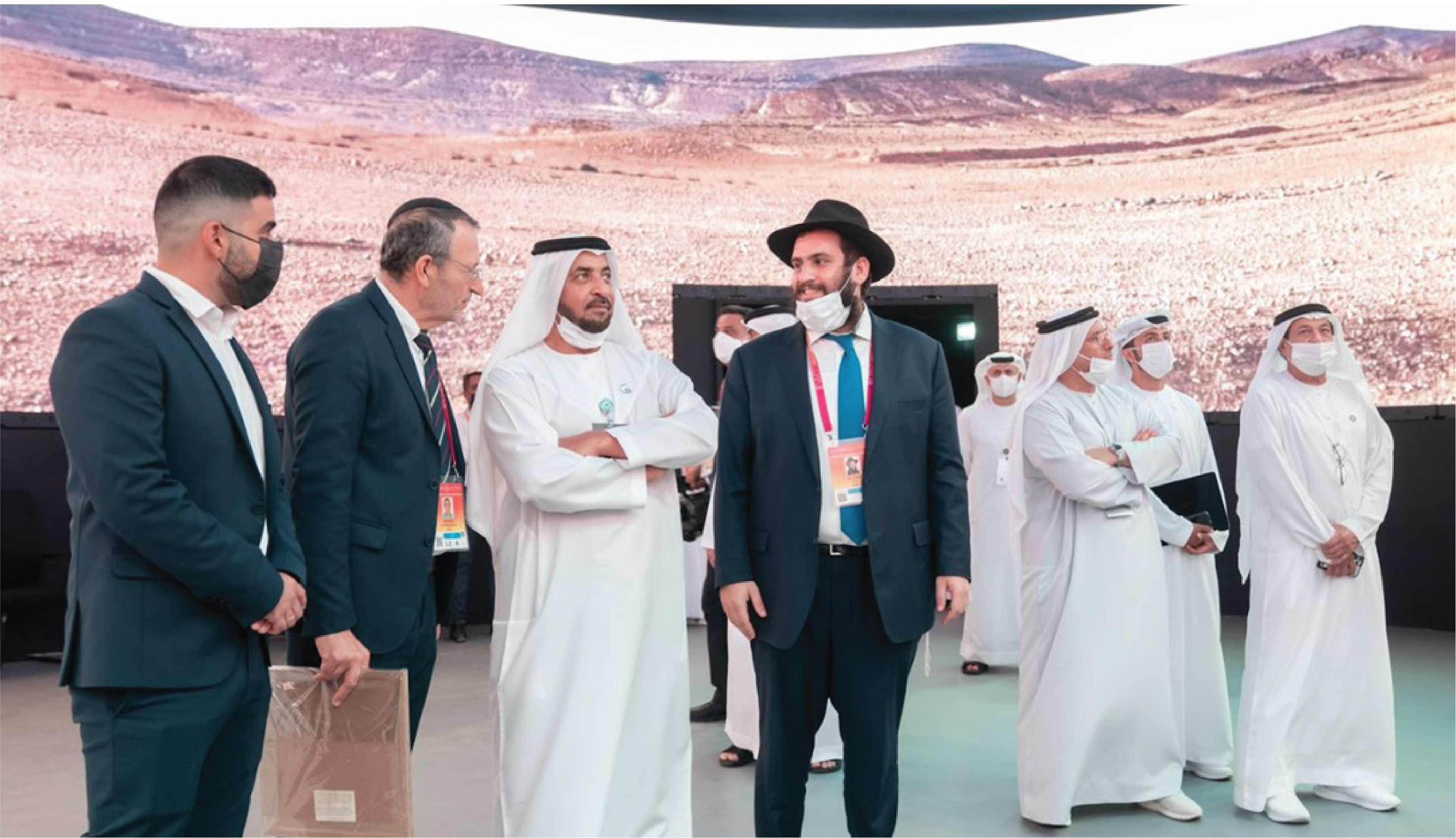
Израильский павильон на ЭКСПО-2022 с Его Высочеством шейхом Хамданом ибн Заидом Аль Нахайяном

Раввин Духман помог штабу Мухаммада ибн Заида в создании кошерных блюд для встречи между принцем и Яиром Лапидом.
В 2020 году главный сефардский равиин Израиля Ицхак Йосеф впервые в истории посетил Объединенные Арабские Эмираты и стал почетным гостем евреейской общины. Раввин Йосеф посетил еврейские общественные учреждения.
В начале 2022 года раввин Духман пригласил премьер-министра Израиля Нафтали Беннета и главного ашкеназского раввина Израиля раввина Давида Лау написать первые буквы первого свитка Торы, который будет написан в ОАЭ.
Раввин Духман, который также является ведущим членом Альянса раввинов в мусульманских государствах, оказывает помощь другим странам Аравийского полуострова, в том числе небольшой еврейской общине в Кувейте, солдатам еврейской армии США, дислоцированным в этом районе, еврейской общине в Маскате, столица Омана, и еврейские похороны в Бахрейне. Кроме того, по состоянию на сентябрь 2020 года еврейская община Абу-Даби приняла десятки йеменских евреев, которые являются последними оставшимися евреями в стране.
В мае 2022 года Раввин Духман был приглашен президентом ОАЭ шейхом Мухаммадом ибн Заид Аль Нахайяном выразить свои соболезнования на кончине покойного шейха Халифа ибн Заид Аль Нахайяна во дворце президента, от имени еврейской общины мира. Раввин Духман поблагодарил руководство ОАЭ за давнюю поддержку еврейской общины ОАЭ и за продвижение толерантности и сосуществования в Эмиратах и регионе.

## Личная жизнь
Леви Духман — сын Фейги и раввина Шалома Духмана, директора «Колель Хабад».
Он начал свою раввинскую карьеру в возрасте 21 года в Касабланке, Марокко, где он руководил деятельностью еврейской общины в рамках дома Хабада, которым руководил раввин Леви Банон.
Раввин Духман свободно говорит на 5 языках, включая арабский и французский.